# Castillet (Almedíxer)
El Castillet o Castell d'Almedíxer és un monument declarat Bé d'Interès Cultural, amb número d'anotació ministerial RI - 51-0011217 i data d'anotació 9 de setembre de 2004, segons consta a la Direcció General de Patrimoni Artístic de la Generalitat Valenciana.
Es troba dins el terme municipal d'Almedíxer, a la comarca de l'Alt Palància; al cim d'un turó d'aproximadament uns 484 msnm, i separat del nucli urbà per tan sols a uns 200 metres en direcció nord-oest i cap a l'interior de la vall.
El Castillet d'Almedíxer tenia la funció de defensar el nucli urbà, es comunica visualment amb el Castell de la Rodana.

## Història
Es tracta d'un castell que data molt possiblement d'època ibera. Malgrat la seva escassa grandària, la seva ubicació, que el situa al centre de la Serra d'Espadà, li dona un gran valor estratègic. És, doncs, un antic castell, possiblement ocupat com a fortalesa des de temps ibèrics.
Van passar pel castell romans i àrabs, tal com testifiquen les restes de construccions típiques d'aquestes cultures que van poblar la zona, de fet, Almedíxer va ser a partir de 1233 zona de recepció de musulmans que fugien de la Plana de Castelló després de la conquesta de Borriana per les tropes cristianes.
Després de ser conquistada la zona per Jaume I el Conqueridor, en 1238 el monarca va lliurar el castell a Fra Bernat de Bort, comanador d'Alcalá, de l'Orde del Temple, romanent en mans de l'ordre fins a la dissolució de la mateixa en l'any 1312. Va passar en aquell moment de mà en mà de diferents senyors (a Bernat Serra i més tard a Cyrano de Fanfans, sent posteriorment del Senyoriu dels Montcada), acabant en mans de la família Centelles. En 1526 es va produir en els seus voltants la definitiva derrota dels moriscos revoltats enfront de les tropes del duc de Sogorb, Alfons d'Aragó.

## Descripció
De l'antic castell només en queden algunes restes, que permeten deduir la irregularitat de la seva planta, a la qual s'accedeix per la part occidental, a causa fonamentalment a l'orografia del terreny en les zones sud i est. Malgrat tot, poden observar-se les restes d'una torre, feta de maçoneria, en l'extrem sud del conjunt, mirant a la població. A l'altre extrem es conserven restes d'una altra torre, així com parts de la muralla. A l'interior del castell, es pot veure un aljub, de 2 m per 3 m de dimensions, que conserva l'accés, l'entrada de l'aigua i gairebé sencera, part de la volta que el cobria.